# Michel Parent
Michel Parent (31 juli 1938) is een voormalig Belgisch volksvertegenwoordiger.

## Levensloop
Parent werd namens het FDF gemeenteraadslid van Jette en was er eveneens schepen.
In 1981 zetelde hij voor korte tijd voor het arrondissement Brussel in de Kamer van volksvertegenwoordigers. Hij volgde de ontslagnemende Pierre Havelange op.

## Bron
- Geschiedenis van de Belgische Kamer van Volksvertegenwoordigers 1830-2002, Brussel, 2003.